# ミシャ・メンゲルベルク
ミシャ・メンゲルベルク（Misha Mengelberg、1935年6月5日 – 2017年3月3日）は、オランダのジャズ・ピアニストで作曲家。1961年にガウデアムス国際作曲家賞を受賞した。2006年には、メンゲルベルクの生涯と活動を初めて取り上げた80分のドキュメンタリー『Afijn』がDVDで発売された。

## 略歴
指揮者で作曲家のカレル・メンゲルベルクを父に、ウクライナのキエフに生まれる。父は20世紀前半の大指揮者ウィレム・メンゲルベルクの甥であり、父の弟ルドルフも作曲家で指揮者であった。
一時的に建築学を学ぶが、1958年にデン・ハーグ王立音楽院に転学して1964年まで音楽を学んだ。在学中に、ロースドレヒトで催されたジャズ・フェスティバルで優勝する。初期にはセロニアス・モンクやデューク・エリントンだけでなく、ダルムシュタット現代音楽講習会で受講した、ジョン・ケージにも影響を受けており、フルクサスとも接触するようになった。最初期のレパートリーには、かつて忘れられたピアニストのハービー・ニコルスの作品が含まれていた。

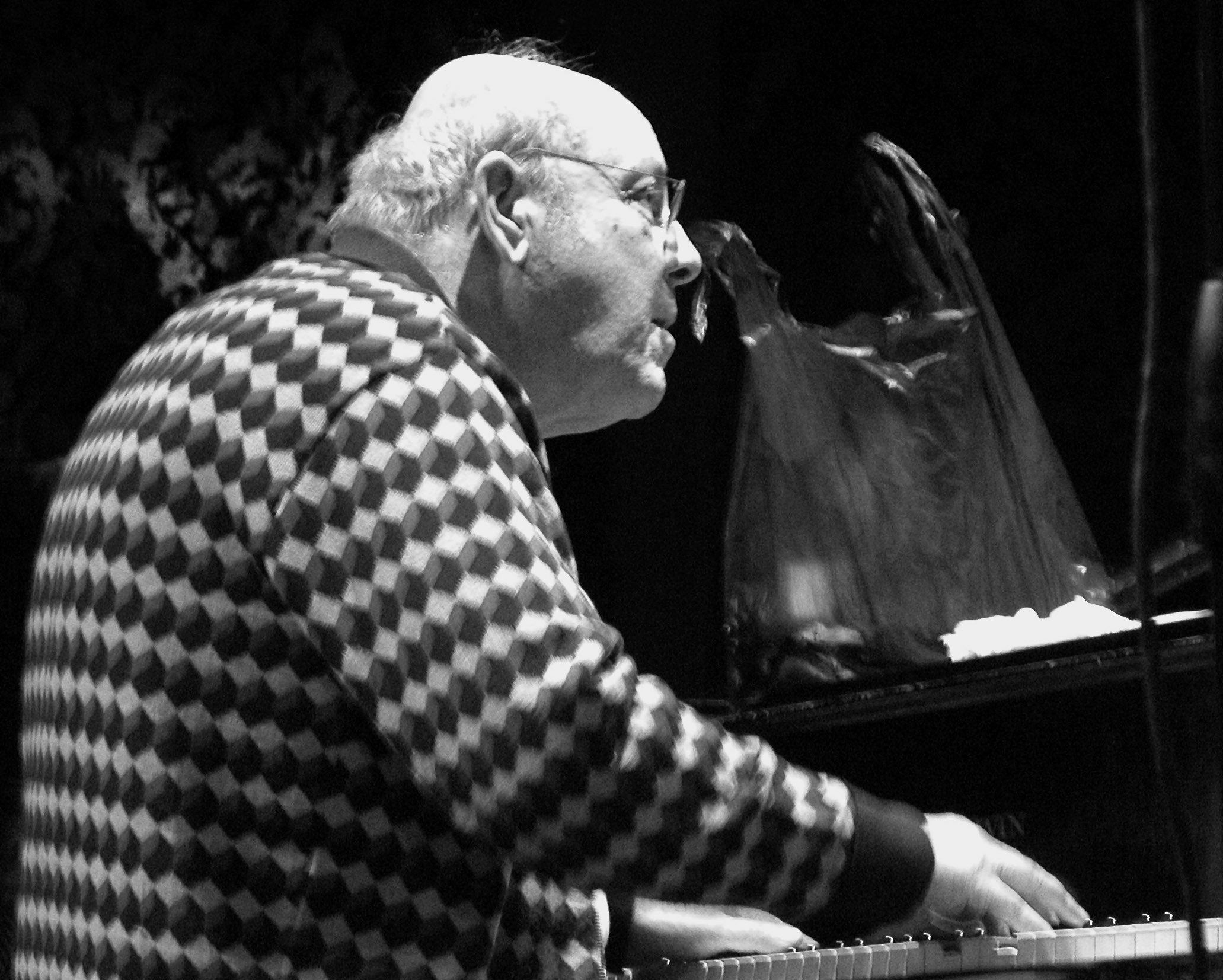
パフォーマンス中のミシャ・メンゲルベルク（2004年）

初めて録音に参加したのは、エリック・ドルフィーの最後のアルバム『ラスト・デイト』（1964年）である。同盤では、ドラマーのハン・ベニンクとも共演している。メンゲルベルクとベニンクは、ピエト・ヌードワイクとともにカルテットを結成した（ただしベーシストは一定しなかった）。1966年にはカルテットとしてニューポート・ジャズ・フェスティバルに参加している。1967年にメンゲルベルクは、ベニンクやウィレム・ブロイカーと共同で、オランダのアヴァンギャルド・ジャズ・ミュージシャンの演奏や録音を広めるための音楽団体を設立した。1969年には、アムステルダム電子音響研究スタジオ（STEIM）の設立者にも名を連ねた。
メンゲルベルクは多種多様なミュージシャンと共演してきた。しばしば同胞のベニンクとデュオを組んでいるが、そのほかの共演者に、デレク・ベイリーやペーター・ブロッツマン、エヴァン・パーカー、アンソニー・ブラクストンのほか、ペットのオウムがいる（この鳥はドルフィーのライブ録音の裏面に登場している）。
他人に演奏してもらうために楽曲を提供しており、それらはたいてい即興演奏のための余白が設けられている。多くのミュージック・シアターの公演（ほとんどが不条理的なユーモアが大部分を占めるもの）で監督を務めた。
2017年3月3日、アムステルダムの病院で死去した。

## ディスコグラフィ

### リーダー・アルバム
- Groupcomposing (1978年、Instant Composers Pool) ※with ペーター・ブロッツマン、エヴァン・パーカー、ペーター・ベニンク、ポール・ラザフォード、デレク・ベイリー、ハン・ベニンク
- Fragments (1978年、Instant Composers Pool) ※with ジョン・チカイ、ハン・ベニンク、デレク・ベイリー
- Pech Onderweg (1979年、BV Haast)
- Musica Per 17 Instrumenti / 3 Intermezzi /Omtrent Een Componistenactie (1982年、Composer's Voice)
- 『ヤーパン・ヤーポン』 - Japan Japon (1982年、DIW) ※with ICPオーケストラ
- Change of Season (Music of Herbie Nichols) (1985年、Soul Note) ※with スティーヴ・レイシー、ジョージ・ルイス、アルイエン・ゴーター、ハン・ベニンク
- On Escalation / 3 Pianopieces / Dialogue / Summer (1985年、Attacca) ※with ペーター・スハット、Jan Van Vlijmen、Otto Ketting
- Dutch Masters (1991年、Soul Note) ※with スティーヴ・レイシー、ジョージ・ルイス、エルンスト・レイスグル、ハン・ベニンク
- 『フーズ・ブリッジ』 - Who's Bridge (1994年、Avant) ※ミシャ・メンゲルベルク・トリオ (ブラッド・ジョーンズ、ジョーイ・バロン)
- Impromptus (1994年、FMP)
- Misha Mengelberg (1997年、I Dischi Di Angelica)
- The Root Of The Problem (1997年、hatOLOGY)
- Live In Holland '97 (1997年、X-OR) ※with マッツ・グスタフソン、ヘルト＝ヤン・プリンス
- 『ノー・アイディア』 - No Idea (1998年、DIW) ※ミシャ・メンゲルベルク・トリオ (グレッグ・コーエン、ジョーイ・バロン)
- Two Days In Chicago (1999年、hatOLOGY)
- Solo (2000年、Buzz)
- Four in One (2001年、Songlines) ※ミシャ・メンゲルベルク・カルテット (デイヴ・ダグラス、ブラッド・ジョーンズ、ハン・ベニンク)[2]
- Senne Sing Song (2005年、Tzadik)
- Mill (2009年、Conundrom) ※with コル・フラー、ミシェル・シーン
- It Won't Be Called Broken Chair (2011年、Psi) ※with エヴァン・パーカー
- 『ライヴ・イン・アムステルダム1966』 - Journey (Live In Amsterdam 1966) (2011年、MCN) ※ミシャ・メンゲルベルク / ピエト・ヌードワイク・クァルテット (ハン・ベニンク、ロブ・ランゲライス)＋テッド・カーソン
- Lucebert / Jazz & Poetry '65 (2013年、Uitgeverij Huis Clos) ※ミシャ・メンゲルベルク / ピエト・ヌードワイク・クァルテット
- Nunc! (2014年、Nemu) ※with Dirk Bell、Ryan Carniaux、ゲルト・デュデック、Joscha Oetz、Nils Tegen